# 賽爾科普夫峰
72°41′S 4°0′W / 72.683°S 4.000°W
賽爾科普夫峰是南極洲的山峰，位於東部南極洲的毛德皇后地，屬於博格地塊的一部分，該山峰由德國的探險隊發現，現時受南極條約體系管理。